# Fort Johnson
Fort Johnson var sir William Johnsons privatbostad och huvudkontor 1749-1763, nära staden Amsterdam, New York. Johnson hade bott på platsen, som han då kallade Mount Johnson, sedan 1742. När det ursprungliga trähuset ersattes med ett stenhus 1749 ändrade han namnet till Fort Johnson. Vid sidan av herrgården fanns en kvarn och uthus. Befästa flyglar skyddade platsen från överfall under krigen. Sir William bodde på Fort Johnson till 1763, då han flyttade till Johnson Hall. Herrgården är uppförd på National Register of Historic Places. 